# Gesamtkatalog der Wiegendrucke
Der Gesamtkatalog der Wiegendrucke (kurz GW) ist ein von der Staatsbibliothek zu Berlin geleitetes Projekt zur Erstellung eines Weltkataloges der Inkunabeln (auch: Wiegendrucke). Sein erster Band erschien 1925 im Leipziger Anton Hiersemann Verlag. Das noch immer unvollständige Inkunabelverzeichnis liegt vorläufig in zwölf Bänden vor und erstreckt sich bis zum Eintrag Jeda'jāh hap-Penini Ben Abrāhām Bedarši (Stand: 2024). Der GW ist inzwischen auch als Online-Datenbank verfügbar.

## Geschichte
In den 1890er-Jahren wuchs unter Inkunabelforschern das Bedürfnis, Ludwig Hains Inkunabelverzeichnis Repertorium bibliographicum (Stuttgart, 1825–1838) durch einen Gesamtkatalog zu ersetzen, der alle weltweit existierenden Titel umfassen und sämtlichen Ansprüchen der Wissenschaft genügen sollte. Dabei wurden die großen Verdienste Ludwig Hains und die Bedeutung seiner Arbeit aber keineswegs bestritten. Immerhin war das Repertorium bibliographicum über fast ein Jahrhundert das grundlegende Werk der Inkunabelforschung gewesen. Die Bedeutung des Hain’schen Verzeichnisses erwuchs in besonderem Maße aus seiner Methode und der bahnbrechenden Neuerung, Anfang (Incipit) und Schluss (Explicit) eines jeden Werkes buchstaben- und zeilengetreu wiederzugeben. Dies ermöglichte es, einzelne Exemplare nach ihrer literarischen Beschreibung mit voller Sicherheit zu identifizieren. Hains erfolgreiches Prinzip wurde deshalb auch für den Gesamtkatalog der Wiegendrucke übernommen.
Da es seinem Verfasser nicht vergönnt war, das Werk zu Lebzeiten zu vollenden, wies das Repertorium bibliographicum aber auch manche Schwächen auf. So fehlten zum einen die für den wissenschaftlichen Benutzer unerlässlichen Register, zum anderen gab es keine verlässlichen Angaben über Fundorte und besitzende Bibliotheken. Diese Mängel vermochten auch die verdienstvollen Ergänzungswerke von Walter Arthur Copinger (Supplement to Hain’s Repertorium bibliographicum. London 1895–1902) und von Walter Reichling (Appendices ad Hainii-Coperingi Repertorium bibliographicum. München 1905–1911, Münster 1914) nicht vollständig zu beheben. Aus diesem Grund reifte unter den Fachwissenschaftlern die Überzeugung, dass der Ersatz für Hains Verzeichnis auf einer ganz neuen Bestandsaufnahme aufbauen musste.
Im Jahr 1904 wurde auf Anregung von Friedrich Althoff, Ministerialdirektor im preußischen Kultusministerium, eine Kommission für den Gesamtkatalog der Wiegendrucke gegründet. Deren Mitglieder waren einige der anerkanntesten deutschen Inkunabelforscher. Zum ersten Vorsitzenden wurde Konrad Haebler bestimmt. Die Kommission gründete eine Zentralstelle für den GW an der damaligen Königlichen Bibliothek (heute: Staatsbibliothek zu Berlin) und begann ihre Arbeit zunächst mit der Erfassung der in deutschen Bibliotheken vorhandenen Wiegendrucke. Gleichzeitig konnten für die Inventarisierung der weltweiten Bestände internationale Inkunabelforscher gewonnen werden. Während die Erfassung der deutschen Inkunabeln bereits 1911 zum Abschluss gebracht werden konnte, gestaltete sich die grenzüberschreitende Zusammenarbeit auch aufgrund weltpolitischer Konflikte deutlich schwieriger. Der Erste Weltkrieg brachte den internationalen Austausch fast völlig zum Erliegen.
So dauerte es noch bis zum 8. Oktober 1925, ehe der erste Band des GW mit 1256 Beschreibungen (Abano – Alexius) im Leipziger Hiersemann Verlag erscheinen konnte. In der Folgezeit wurden im Rhythmus von etwa zwei Jahren sechs weitere Bände veröffentlicht. Als die erste Lieferung des achten Bandes 1940 vorlag, machte der Zweite Weltkrieg die Fortführung des Projektes unmöglich. Obwohl das Manuskript die Wirren der Zeit unbeschädigt überstand, bedeutete der Krieg einen herben Rückschlag für den Gesamtkatalog der Wiegendrucke. Auch die politischen Spannungen zwischen den beiden deutschen Nachkriegsstaaten wirkten sich negativ auf die Weiterführung des Katalogprojektes aus. Den Bemühungen um eine gesamtdeutsche Zusammenarbeit in Bezug auf den GW war zunächst kein Erfolg beschieden.
So veröffentlichte der im Jahre 1949 von Leipzig nach Stuttgart übergesiedelte Hiersemann Verlag 1968 in Alleinregie eine zweite Auflage der bereits publizierten ersten sieben Bände des Gesamtkataloges der Wiegendrucke. Erst 1972 gelang es dem Verlag in Kooperation mit Hans Peter Kraus in New York City und dem Berliner Akademie-Verlag, die durch den Krieg und seine Folgen unterbrochene Zusammenarbeit wieder aufzunehmen. Daraufhin wurde eine überarbeitete Fassung der ersten Lieferung von Band 8 zur Ausgabe gebracht. Weitere sechs Jahre später lag schließlich der vollständige achte Band vor. Bis heute (2024) sind zwölf Bände erschienen.
Das weiterhin in Arbeit befindliche Katalogprojekt ist inzwischen auch als Online-Datenbank verfügbar.

## Aufbau
Anspruch des Gesamtkataloges der Wiegendrucke ist es, alle weltweit existierenden Inkunabeln anhand der noch erhaltenen Exemplare zu erfassen. Der GW ist alphabetisch nach Autoren bzw. bei anonymen Schriften nach Sachtiteln geordnet. Somit wird der literaturgeschichtliche Aspekt der Inkunabeln ins Zentrum des Interesses gerückt. Jeder Eintrag besteht aus
1. der bibliografischen Notiz; Angaben über Verfasser, Sachtitel, Herausgeber, Übersetzer, Kommentator, Verleger, Drucker, Druckort, Datum und Format
2. der Kollation; Informationen über Umfang, Lagen, Signaturen, Blattzählung, Kustoden, Anordnung und Ausstattung
3. der textlichen Beschreibung; Wiedergabe von Anfang (Incipit) und Schluss (Explicit) des Textes (je nach dem Original in Antiqua oder Schwabacher gedruckt)
4. dem Quellen- und Exemplarnachweis.
Trotz seiner Unvollständigkeit ist der GW aufgrund seiner ebenso präzisen wie ausführlichen Beschreibungen für den mit den frühesten Erzeugnissen des Buchdrucks befassten Fachwissenschaftler ein unersetzliches Hilfsmittel.